# Henry McCully
Henry McCully (Motherwell, 30 aprile 1948) è un ex calciatore scozzese naturalizzato statunitense, di ruolo attaccante.

## Biografia
Nato a Motherwell, in Scozia, da John e Annie Mair McCully: aveva due sorelle, Christine e Ina, e quattro fratelli, Charlie, Peter, Alexander e William.
Con il fratello Charlie condivise buona parte della sua carriera agonistica, militando nelle stesse squadre dal 1973 al 1976, comprese due partite con la nazionale statunitense.

## Carriera

### Club
Dopo aver giocato nell'Hartford Ukrainians, nel 1973 viene ingaggiato dalla franchigia della NASL dei N.Y. Cosmos, con cui ottiene il raggiungimento delle semifinali nella stagione 1973.
Nello stesso anno passa ai Connecticut Wildcats, franchigia dell'American Soccer League, con cui ottiene il secondo posto nella Northern Conference 1973.
Nella stagione 1974 passa ai R.I. Oceaneers, sempre nella ASL, con cui vince il campionato.
Nel 1975 passa alla neonata franchigia della NASL dei Hartford Bicentennials, che la stagione seguente assumeranno il nome di Connecticut Bicentennials. Con i Bicentennials McCully non riuscirà ad accedere alla fase finale del torneo nordamericano nelle tre stagioni di militanza.
Nel biennio 1978-1979 gioca nei Memphis Rogues, sempre nella NASL, non riuscendo neanche in questa occasione a raggiungere la fase finale del torneo nordamericano.
Ha chiuso la sua carriera agonistica nell'indoor soccer con gli Hartford Hellions.

### Nazionale
Nel 1975 ha giocato due incontri amichevoli nella nazionale di calcio degli Stati Uniti d'America, segnando una rete al suo esordio nella sconfitta per 3-1 contro la Costa Rica.

### Cronologia presenze e reti in Nazionale
| Cronologia completa delle presenze e delle reti in nazionale ― Stati Uniti | Cronologia completa delle presenze e delle reti in nazionale ― Stati Uniti | Cronologia completa delle presenze e delle reti in nazionale ― Stati Uniti | Cronologia completa delle presenze e delle reti in nazionale ― Stati Uniti | Cronologia completa delle presenze e delle reti in nazionale ― Stati Uniti | Cronologia completa delle presenze e delle reti in nazionale ― Stati Uniti | Cronologia completa delle presenze e delle reti in nazionale ― Stati Uniti | Cronologia completa delle presenze e delle reti in nazionale ― Stati Uniti |
| Data                                                                       | Città                                                                      | In casa                                                                    | Risultato                                                                  | Ospiti                                                                     | Competizione                                                               | Reti                                                                       | Note                                                                       |
| -------------------------------------------------------------------------- | -------------------------------------------------------------------------- | -------------------------------------------------------------------------- | -------------------------------------------------------------------------- | -------------------------------------------------------------------------- | -------------------------------------------------------------------------- | -------------------------------------------------------------------------- | -------------------------------------------------------------------------- |
| 19-08-1975                                                                 | Città del Messico                                                          | Costa Rica                                                                 | 3 – 1                                                                      | Stati Uniti                                                                | Amichevole                                                                 | 1                                                                          |                                                                            |
| 24-08-1975                                                                 | Città del Messico                                                          | Messico                                                                    | 2 – 0                                                                      | Stati Uniti                                                                | Amichevole                                                                 | -                                                                          |                                                                            |
| Totale                                                                     |                                                                            | Presenze                                                                   | 2                                                                          |                                                                            | Reti                                                                       | 1                                                                          |                                                                            |

## Palmarès
- American Soccer League: 1

Rhode Island Oceaneers: 1974